# Centre de Nieuwkoop
Le centre de Nieuwkoop, aussi appelé « centre inducteur du mésoderme », est une zone de l'endoderme de l'embryon d'amphibien jouant un rôle dans l'organisation cellulaire lors du premier stade de l'embryogénèse, la segmentation. Il est constitué par le blastomère D1 du pôle végétatif de l'embryon et des cellules issues de la division de cette cellule.
Le centre de Nieuwkoop est responsable de l'induction du mésoderme dorsal et notamment de l'organisateur de Spemann. Il se caractérise par la sécrétion de facteurs mésodermisants (Nodal, Vg1, Wnt11…) en plus grande concentration que dans la région de l'endoderme qui est responsable de l'induction du mésoderme ventral. C'est aussi le lieu de l'accumulation de β-caténine dans le noyau, à la suite de la rotation corticale provoquée par l'entrée du spermatozoïde.